# James M. Smith
James Milton Smith Jr. (Contea di Twiggs, 24 ottobre 1823 – Columbus, 25 novembre 1890) è stato un politico statunitense.

## Biografia

### Origini
Nacque nel 1823 nella contea di Twiggs, da Martha e James Smith Sr. Durante la giovinezza svolse molti lavori, tra cui fabbro e militare, combattendo nella guerra messico-statunitense e distinguendosi alla battaglia di Churubusco.
Tornato in Georgia, studiò legge e divenne avvocato, e infine magistrato poche settimane prima dello scoppio della guerra civile americana. All'inizio del conflitto decise tuttavia di abbandonare la professione legale e arruolarsi, partecipando a molte delle principali battaglie della guerra di secessione.
Congedato nel 1864 col grado di colonnello dopo essere stato ferito alla battaglia di Cold Harbor, tornò in Georgia per gestire la locale milizia statale, entrando nel frattempo in politica. Dopo la fine del conflitto si trasferì a Columbus e riprese la carriera legale, difendo insieme ad Alexander H. Stephens alcuni membri del Ku Klux Klan accusati dell'omicidio di un attivista repubblicano.

### Governatore della Georgia
Dopo le dimissioni del governatore della Georgia Rufus Bullock nel 1871 e il fallimento del successore Benjamin Conley nel consolidare il potere dei repubblicani, i democratici riuscirono ad indire un'elezione speciale per lo stesso 1871, alla quale Smith concorse come candidato del Partito Democratico. L'elezione venne boicottata dai repubblicani, e su una platea di 200 000 elettori si recarono alle urne solo in 39 000, cosa che garantì a Smith l'elezione a nuovo governatore.
Il mandato quadriennale di Smith fu caratterizzato dalla stagnazione dell'economia georgiana, lasciata distrutta dalla guerra civile così come buona parte delle infrastrutture. Ciò comunque non gli impedì di essere rieletto nelle regolari elezioni del 1872, viziate tuttavia dalle violenze del Ku Klux Klan: Smith aveva infatti sposato le tesi del suprematismo bianco, e cercando di mutuare il sistema schiavista che aveva fino a quel momento retto l'economia sudista, implementò un programma lavorativo per i carcerati, i quali venivano impiegati a basso prezzo per realizzare le opere pubbliche. Essi erano per la stragrande maggioranza afroamericani, incarcerati spesso con motivazioni e sentenze dubbie.

### Ultimi anni e morte
Nel 1876 non si ricandidò, rimanendo comunque stretto collaboratore dei successivi governatori. Alla fine del 1890 subì un ictus dal quale non si riprese, morendo il 25 novembre successivo.